# 陈超 (中将)
陈超（1930年—），广东遂溪人，中国人民解放军将领、中国人民解放军中将。 
早年参加革命，1947年第二次国共内战期间加入中国人民解放军，参与在雷州半岛的多次战役，中华人民共和国成立后被授予三级解放勋章和胜利功勋章。1993年，授予中国人民解放军中将。曾任军分区参谋、总参谋部动员部参谋、处长、部长，兰州军区副司令员。 